# XII Legislatura da Terceira República Portuguesa
A XII Legislatura foi a legislatura da Assembleia da República de Portugal, resultante das eleições legislativas de 5 de junho de 2011. A primeira reunião plenária decorreu no dia 20 de junho, tendo Assunção Esteves sido eleita a primeira mulher Presidente da Assembleia da República no dia seguinte.

Assunção Esteves, Presidente da Assembleia da República
Pedro Passos Coelho, Primeiro-ministro do XIX Governo Constitucional
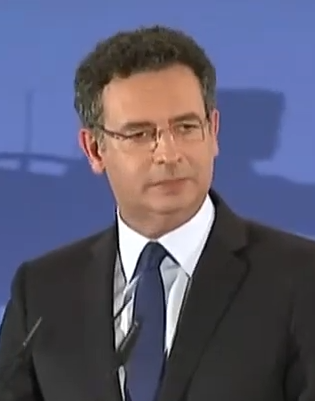
António José Seguro, Líder da Oposição, até 22 de novembro de 2014.
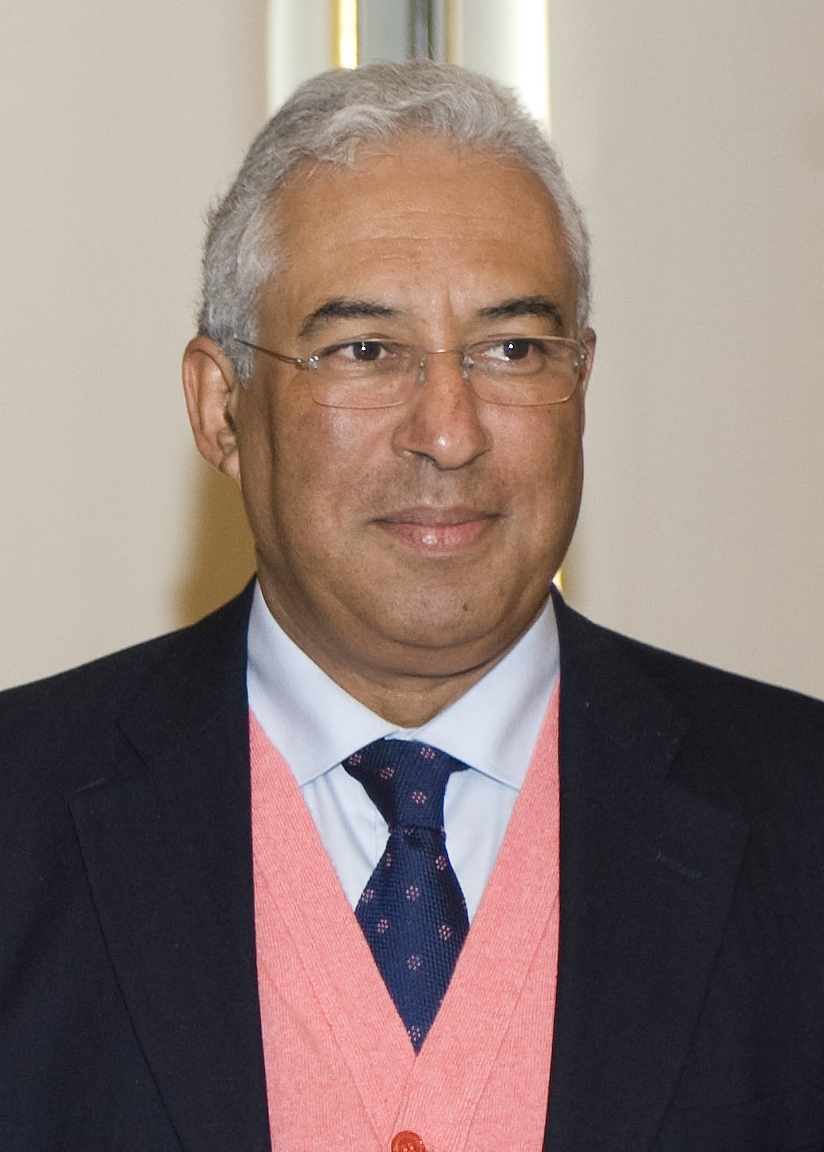
António Costa, Líder da Oposição, desde 22 de novembro de 2014.

## Composição da Assembleia da República
|   | Partido                      | Partido | Junho de 2011 | Outubro de 2015 |
| • | Partido Social Democrata     | 108     | 108           |                 |
|   | Partido Socialista           | 74      | 74            |                 |
| • | CDS – Partido Popular        | 24      | 24            |                 |
|   | Bloco de Esquerda            | 8       | 8             |                 |
|   | Partido Comunista Português  | 14      | 14            |                 |
|   | Partido Ecologista Os Verdes | 2       | 2             |                 |

Partidos do XIX Governo Constitucional de Portugal (•)

## Eleição do Presidente da Assembleia da República
Após dois escrutínios dos quais não houve nenhum candidato eleito, a 21 de junho de 2011, Maria da Assunção Andrade Esteves foi eleita Presidente da Assembleia da República.
Primeiro Escrutínio (20 de junho de 2011)
| Candidato         | Grupo parlamentar | Grupo parlamentar | Votos |
| ----------------- | ----------------- | ----------------- | ----- |
| Fernando Nobre    |                   | PPD/PSD           | 106   |
|                   |                   |                   |       |
| Votantes          | Votantes          | Votantes          | 228   |
| Votos necessários | Votos necessários | Votos necessários | 116   |
| Votos em branco   | Votos em branco   | Votos em branco   | 101   |
| Votos nulos       | Votos nulos       | Votos nulos       | 21    |

Segundo Escrutínio (20 de junho de 2011)
| Candidato         | Grupo parlamentar | Grupo parlamentar | Votos |
| ----------------- | ----------------- | ----------------- | ----- |
| Fernando Nobre    |                   | PPD/PSD           | 105   |
|                   |                   |                   |       |
| Votantes          | Votantes          | Votantes          | 228   |
| Votos necessários | Votos necessários | Votos necessários | 116   |
| Votos em branco   | Votos em branco   | Votos em branco   | 101   |
| Votos nulos       | Votos nulos       | Votos nulos       | 22    |

Terceiro Escrutínio (21 de junho de 2011)
| Candidato         | Grupo parlamentar | Grupo parlamentar | Votos |
| ----------------- | ----------------- | ----------------- | ----- |
| Assunção Esteves  |                   | PPD/PSD           | 186   |
|                   |                   |                   |       |
| Votantes          | Votantes          | Votantes          | 229   |
| Votos necessários | Votos necessários | Votos necessários | 116   |
| Votos em branco   | Votos em branco   | Votos em branco   | 41    |
| Votos nulos       | Votos nulos       | Votos nulos       | 2     |

## Resultados Eleitorais[1]
| Partidos                             | Partidos                       | Deputados | Votos     | Percentagem |
| ------------------------------------ | ------------------------------ | --------- | --------- | ----------- |
| Partido Social Democrata             | Partido Social Democrata       | 108       | 2 159 181 | 38,56%      |
| Partido Socialista                   | Partido Socialista             | 74        | 1 566 347 | 28,05%      |
| CDS – Partido Popular                | CDS – Partido Popular          | 24        | 653 888   | 11.71%      |
| CDU – Coligação Democrática Unitária | Partido Comunista Português    | 14        | 441 147   | 7,9%        |
| CDU – Coligação Democrática Unitária | Partido Ecologista “Os Verdes” | 2         | 441 147   | 7,9%        |
| Bloco de Esquerda                    | Bloco de Esquerda              | 8         | 288 923   | 5,17%       |